# Oxkintok
Oxkintok è un sito archeologico maya situato nello stato messicano dello Yucatán, pochi chilometri ad est della città di Maxcanú.

## Storia

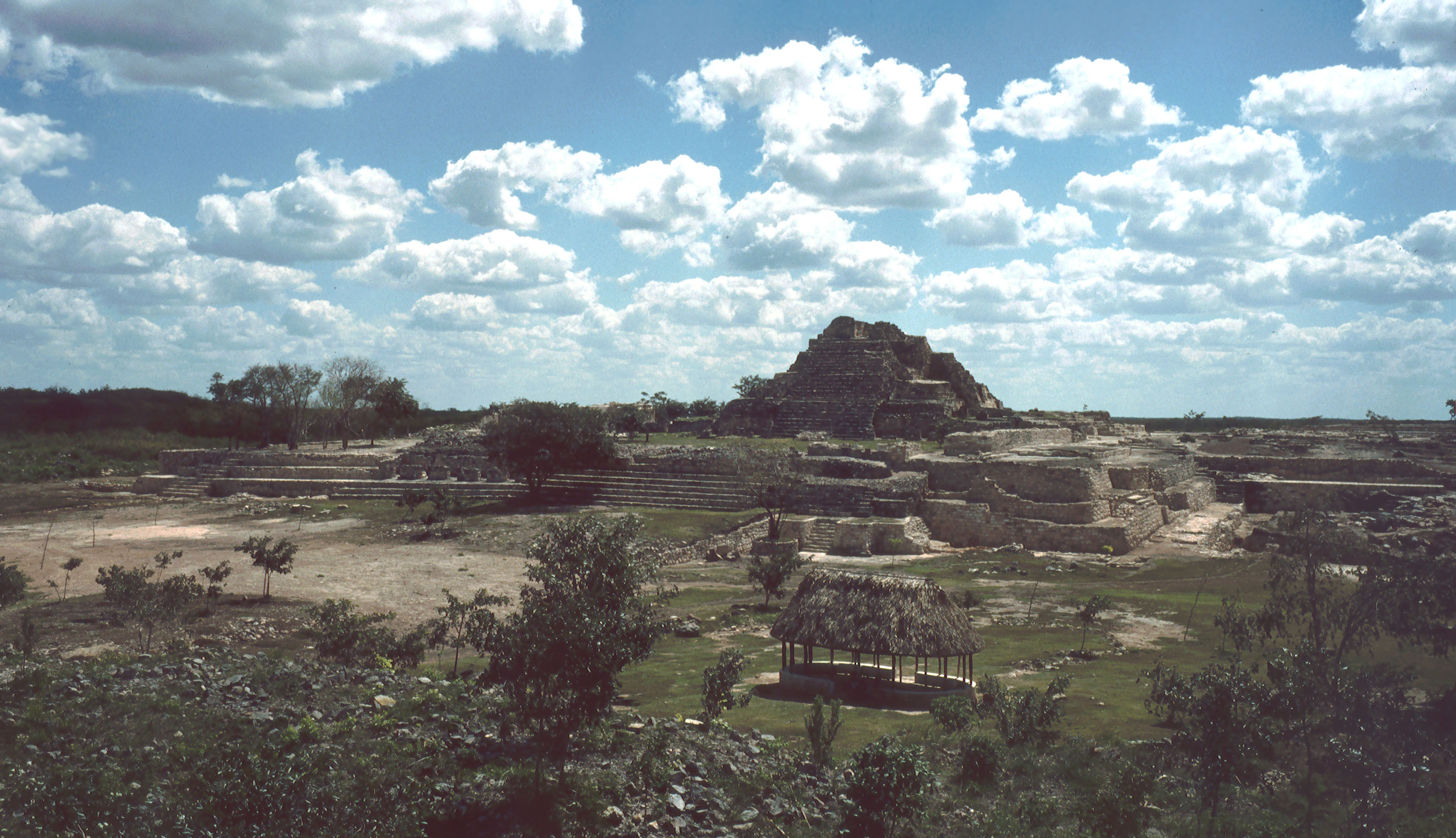
Panorama del gruppo May vista da nord

Il nome del sito significa, in lingua maya, pietra dei tre soli. Fu trovata un architrave in pietra datata 475 d.C., risalente al primo periodo classico, mentre la data più recente trovata su una stele e dell'849 d.C.. Lo stile architettonico di questi edifici corrisponde, per il primo periodo classico, allo stile Petén, e per lo stile tardoclassico allo stile Puuc.